# Famille Lazzari
 (juillet 2024).
Si vous disposez d'ouvrages ou d'articles de référence ou si vous connaissez des sites web de qualité traitant du thème abordé ici, merci de compléter l'article en donnant les références utiles à sa vérifiabilité et en les liant à la section « Notes et références ».
La famille Lazzari (ou Lazari) est une famille patricienne de Venise, originaire de Vicence. Elle rejoignit la noblesse vénitienne en 1660.

## Armes

Les armes des Lazzari se blasonnent ainsi : d'argent à un Lion de pourpre, qui tient en sa patte droite de devant trois feuilles de sinople.